# Clovia madegassa
Clovia madegassa is een halfvleugelig insect uit de familie Aphrophoridae. De wetenschappelijke naam van deze soort is voor het eerst geldig gepubliceerd in 1944 door Lallemand.